# Юнацький чемпіонат Європи з футболу (U-16) 2000
Чемпіонат Європи з футболу серед юнаків віком до 16 років 2000 року — вісімнадцятий розіграш турніру, який пройшов в Ізраїлі з 1 по 14 травня 2000 року. Переможцем вчетверте у своїй історії стала збірна Португалії, яка у фіналі перемогла збірну Чехії у додатковий час із рахунком 2:1.

## Груповий раунд

### Група A
| Збірна     | І | В | Н | П | ГЗ | ГП | РГ | О |
| ---------- | - | - | - | - | -- | -- | -- | - |
| Росія      | 3 | 3 | 0 | 0 | 8  | 3  | +5 | 9 |
| Португалія | 3 | 2 | 0 | 1 | 4  | 3  | +1 | 6 |
| Ірландія   | 3 | 1 | 0 | 2 | 2  | 5  | −3 | 3 |
| Англія     | 3 | 0 | 0 | 3 | 4  | 7  | −3 | 0 |

| 1 травня 2000 |

| Англія             | 2:3      | Росія                                    |
| ------------------ | -------- | ---------------------------------------- |
| Боудіч 22' Мур 25' | Протокол | О'Ганлон 3' (аг) Мікадзе 58' Шешуков 65' |

| Сала, Ашкелон |

| 1 травня 2000 |

| Португалія       | 1:0      | Ірландія |
| ---------------- | -------- | -------- |
| Сілвіу Нунеш 15' | Протокол |          |

| Васерміл, Беер-Шева |

| 3 травня 2000 |

| Англія    | 1:2      | Португалія          |
| --------- | -------- | ------------------- |
| Кларк 64' | Протокол | Жуан Пайва 11', 48' |

| Муніципальний стадіон, Ашдод |

| 3 травня 2000 |

| Росія                         | 3:0      | Ірландія |
| ----------------------------- | -------- | -------- |
| Кудряшов 42', 58' Шешуков 47' | Протокол |          |

| Васерміл, Беер-Шева |

| 5 травня 2000 |

| Ірландія             | 2:1      | Англія    |
| -------------------- | -------- | --------- |
| Фейгі 5' Торнтон 11' | Протокол | Чопра 47' |

| Сала, Ашкелон |

| 5 травня 2000 |

| Росія                       | 2–1      | Португалія |
| --------------------------- | -------- | ---------- |
| Кругляков 40' Григор'єв 79' | Протокол | Тонінью 2' |

| Муніципальний стадіон, Ашдод |

### Група B
| Збірна     | І | В | Н | П | ГЗ | ГП | РГ | О |
| ---------- | - | - | - | - | -- | -- | -- | - |
| Чехія      | 3 | 2 | 1 | 0 | 12 | 6  | +6 | 7 |
| Словаччина | 3 | 1 | 2 | 0 | 6  | 5  | +1 | 5 |
| Данія      | 3 | 1 | 0 | 2 | 7  | 7  | 0  | 3 |
| Фінляндія  | 3 | 0 | 1 | 2 | 7  | 14 | −7 | 1 |

| 1 травня 2000 |

| Чехія                   | 3:1      | Данія      |
| ----------------------- | -------- | ---------- |
| Юн 32', 60' Сверкош 78' | Протокол | Кампер 41' |

| Аберфелд, Рішон-ле-Ціон |

| 1 травня 2000 |

| Словаччина             | 2:2      | Фінляндія              |
| ---------------------- | -------- | ---------------------- |
| Слобода 42' Міклас 68' | Протокол | Куяла 20' Векстрем 78' |

| Муніципальний стадіон, Бат-Ям |

| 3 травня 2000 |

| Чехія          | 2:2      | Словаччина                |
| -------------- | -------- | ------------------------- |
| Троян 48', 69' | Протокол | Юрко 49' Стрецанський 80' |

| Аберфелд, Рішон-ле-Ціон |

| 3 травня 2000 |

| Данія                                                  | 5:2      | Фінляндія       |
| ------------------------------------------------------ | -------- | --------------- |
| Андерсен 9' Педерсен 11' Кампер 44' Олт 51' Гансен 60' | Протокол | Шелунд 56', 63' |

| Муніципальний стадіон, Лод |

| 5 травня 2000 |

| Фінляндія                    | 3:7      | Чехія                                                |
| ---------------------------- | -------- | ---------------------------------------------------- |
| Шелунд 22', 24' Шевелефф 42' | Протокол | Сверкош 11' Юн 21', 33' Рада 48', 72', 74' Троян 69' |

| Муніципальний стадіон, Бат-Ям |

| 5 травня 2000 |

| Данія        | 1:2      | Словаччина               |
| ------------ | -------- | ------------------------ |
| Педерсен 53' | Протокол | Кроцко 73' Костолані 79' |

| Аберфелд, Рішон-ле-Ціон |

### Група C
| Збірна     | І | В | Н | П | ГЗ | ГП | РГ | О |
| ---------- | - | - | - | - | -- | -- | -- | - |
| Німеччина  | 3 | 2 | 1 | 0 | 7  | 3  | +4 | 7 |
| Нідерланди | 3 | 2 | 0 | 1 | 4  | 1  | +3 | 6 |
| Угорщина   | 3 | 1 | 0 | 2 | 4  | 7  | −3 | 3 |
| Ізраїль    | 3 | 0 | 1 | 2 | 3  | 7  | −4 | 1 |

| 1 травня 2000 |

| Угорщина      | 1:4      | Німеччина                              |
| ------------- | -------- | -------------------------------------- |
| Роденбюхер 5' | Протокол | Шульц 11' Кронрітіс 46', 57' Вендт 76' |

| Левіта, Кфар-Сава |

| 1 травня 2000 |

| Ізраїль | 0:2      | Нідерланди               |
| ------- | -------- | ------------------------ |
|         | Протокол | Н'Кунку 35' Гюнтелар 78' |

| Муніципальний стадіон, Герцлія |

| 3 травня 2000 |

| Ізраїль     | 1:3      | Угорщина                      |
| ----------- | -------- | ----------------------------- |
| Абутбул 37' | Протокол | Горват 11', 71' Цвіткович 72' |

| Муніципальний стадіон, Герцлія |

| 3 травня 2000 |

| Нідерланди | 0:1      | Німеччина |
| ---------- | -------- | --------- |
|            | Протокол | Шульц 61' |

| Левіта, Кфар-Сава |

| 5 травня 2000 |

| Німеччина        | 2:2      | Ізраїль          |
| ---------------- | -------- | ---------------- |
| Кнейсль 11', 52' | Протокол | Абутбул 55', 76' |

| Муніципальний стадіон, Герцлія |

| 5 травня 2000 |

| Нідерланди             | 2:0      | Угорщина |
| ---------------------- | -------- | -------- |
| ван Бейкерінг 43', 55' | Протокол |          |

| Левіта, Кфар-Сава |

### Група D
| Збірна  | І | В | Н | П | ГЗ | ГП | РГ | О |
| ------- | - | - | - | - | -- | -- | -- | - |
| Греція  | 3 | 2 | 1 | 0 | 6  | 4  | +2 | 7 |
| Іспанія | 3 | 2 | 0 | 1 | 9  | 4  | +5 | 6 |
| Польща  | 3 | 1 | 1 | 1 | 8  | 10 | −2 | 4 |
| Румунія | 3 | 0 | 0 | 3 | 0  | 5  | −5 | 0 |

| 1 травня 2000 |

| Іспанія                                             | 7:2      | Польща                |
| --------------------------------------------------- | -------- | --------------------- |
| Реєс 7' Точе 40' Піна 44', 52' Алонсо 50', 55', 68' | Протокол | Пйотр Брожек 47', 51' |

| Муніципальний стадіон, Бейт-Шеан |

| 1 травня 2000 |

| Румунія | 0:1      | Греція          |
| ------- | -------- | --------------- |
|         | Протокол | Пападопулос 34' |

| Кір'ят-Еліезер, Хайфа |

| 3 травня 2000 |

| Іспанія | 1:0      | Румунія |
| ------- | -------- | ------- |
| Точе 6' | Протокол |         |

| Муніципальний стадіон, Нагарія |

| 3 травня 2000 |

| Польща                                  | 3:3      | Греція                          |
| --------------------------------------- | -------- | ------------------------------- |
| Піткас 26' (аг) Грегорек 33' Войцик 79' | Протокол | Гундулакіс 6' Піперіас 44', 59' |

| Кір'ят-Еліезер, Хайфа |

| 5 травня 2000 |

| Греція                      | 2:1      | Іспанія     |
| --------------------------- | -------- | ----------- |
| Кацарос 19' Саріяннідіс 22' | Протокол | Кармело 40' |

| Муніципальний стадіон, Бейт-Шеан |

| 5 травня 2000 |

| Польща                                        | 3:0      | Румунія |
| --------------------------------------------- | -------- | ------- |
| Вржезінський 5' Павел Брожек 53' Грегорек 69' | Протокол |         |

| Місцевий стадіон, Ілут |

## Плей-оф

### Чвертьфінали
| 8 травня 2000 |

| Росія | 0:3      | Нідерланди                                |
| ----- | -------- | ----------------------------------------- |
|       | Протокол | Гюнтелар 9' Гейтінга 47' ван дер Варт 67' |

| Аберфелд, Рішон-ле-Ціон |

| 8 травня 2000 |

| Німеччина                                            | 1:1      | Португалія                                                                 |
| ---------------------------------------------------- | -------- | -------------------------------------------------------------------------- |
| Кнейсль 37'                                          | Протокол | Карлос Маркес 33'                                                          |
|                                                      | Пенальті |                                                                            |
| Штоль · Коцца · Леманн · Айшманн · Вінгертер · Фольц | 5:6      | Жуан Пайва · Куарежма · Маріу Карлуш · Луїш Афонсу · Андре · Карлос Маркес |

| Муніципальний стадіон, Лод |

| 9 травня 2000 |

| Чехія           | 2:0      | Іспанія |
| --------------- | -------- | ------- |
| Рада 28' Юн 80' | Протокол |         |

| Муніципальний стадіон, Герцлія |

| 9 травня 2000 |

| Греція                 | 2:2      | Словаччина       |
| ---------------------- | -------- | ---------------- |
| Сімос 60' Піперіас 70' | Протокол | Слобода 76', 80' |
|                        | Пенальті |                  |
|                        | 4:2      |                  |

| Муніципальний стадіон, Бат-Ям |

### Півфінали
| 11 травня 2000 |

| Нідерланди   | 1:2 | Чехія            |
| ------------ | --- | ---------------- |
| Гейтінга 25' |     | Троян 36' Юн 80' |

| Тедді, Єрусалим |

| 11 травня 2000 |

| Португалія                 | 2:1      | Греція          |
| -------------------------- | -------- | --------------- |
| Куштодіу 56' Угу Віана 59' | Протокол | Пападопулос 52' |

| Тедді, Єрусалим |

### Матч за 3-тє місце
| 14 травня 2000 |

| Нідерланди                                                          | 5:0      | Греція |
| ------------------------------------------------------------------- | -------- | ------ |
| ван Бейкерінг 10', 20' Кофідіс 22' (аг) ван дер Варт 50' Йонген 80' | Протокол |        |

| Рамат-Ган, Рамат-Ган Арбітр: Мейр Леві |

### Фінал
| 14 травня 2000 |

| Чехія  | 1:2      | Португалія               |
| ------ | -------- | ------------------------ |
| Юн 11' | Протокол | Куарежма 65' (пен.), 91' |

| Рамат-Ган, Рамат-Ган Глядачів: 950 Арбітр: Ігор Іщенко |